# Lan trụ xẻ hình quạt
Lan trụ xẻ hình quạt hay thủ thư Nam Bộ (danh pháp: Cheirostylis cochinchinensis) là một loài thực vật có hoa trong họ Lan. Loài này được Blume mô tả khoa học đầu tiên năm 1859.